# Jens Kalf
Jens Kalf eller Kalv (fødselsår ukendt, død ca. 1304 på Agtrupgård eller Kalfgården, Sønder Bjert) var ridder og rigsmarsk fra 1255 under Christoffer 1. og Erik Klipping til 1272, hvor han blev fulgt af Stig Andersen Hvide. I 
Kong Valdemars Jordebog står, at kong Valdemar 2. ejede en gård i Agtrup Akthropgaarth(Agtrupgård).
Den gav Valdemars sønner Jens Kalf for hans store tjenester for kongen. Jens Kalf var gift med Cæcilie Nielsdatter Galen, datter af skatmester Niels Erlandsen Galen og Elisabeth Pedersdatter Ulfeldt. Jens og Cæcilie fik børnene:
- Johannes Kalf
- Jakob Kalf
- Anders Kalf
- Ingerd Jensdatter Kalf